# Marciano de Siracusa
San Marciano de Siracusa, nacido en Antioquía, es considerado como el primer propagador del cristianismo en aquella ciudad italiana, a donde llegó el año 39, enviado por San Pedro, del que era discípulo. Se le tiene por el primer obispo de Siracusa.
Su predicación se vio completada con la de San Pablo. Obró muchas conversiones, por lo que sufrió persecución por parte de la comunidad judía local y el año 68 fue martirizado. Las fuentes que hablan de él son del siglo VII.

## Veneración de sus restos
Su cuerpo es venerado en la catedral de Gaeta, ciudad de la que es copatrón, pero la más antigua figuración se encuentra en la catacumba de Santa Lucía de Siracusa.

## Día de conmemoración
La iglesia católica y la ortodoxa celebran su fiesta el día 30 de octubre (más el 9 de febrero en la ortodoxa), según calendarios, porque otras veces aparece el día 17 de junio, junto con otros obispos. Está atestiguado el culto de este obispo en los libros litúrgicos orientales, de donde pasó su memoria al Martirologio Romano.